# Doidinho
Doidinho é um romance brasileiro, escrito por  José Lins do Rego e publicado em 1933.
É a continuação do livro Menino de Engenho, publicado em 1932, sendo que os dois fazem parte do "ciclo-da-cana-de-açúcar". O livro mostra características de um romance memoralístico regionalista, fala sobre os engenhos de cana na Paraíba e sua riqueza depois sua decadência e a aparição das usinas, nome de mais um livro do "ciclo-da-cana-de-açúcar". Os livros de José Lins são carregados de uma denúncia de problemas sócio-econômicos da época e região.
O título do livro é o apelido que Carlos de Melo,narra as experiências do personagem como interno em um colégio severo. O grande sonho de Doidinho é voltar ao engenho Santa Rosa do avô José Paulino, pois é complicado passar pelos bolos do seu Maciel(diretor da escola)
Enquanto alimenta o desejo de voltar, tem oportunidade de ampliar as relações e o conhecimento: há os intrigantes, os maus, os protegidos, os pequenos pederastas. Conhece a amizade leal no personagem Coruja e também o amor na figura de Maria Luísa. Doidinho foge do colégio e retorna ao engenho.
É em Doidinho que o menino inicia a sua transição para Carlos de Melo, ou seja, a criança precoce faz o seu áspero aprendizado em relação às durezas da vida. Doidinho descobre logo que o colégio de Itabaiana, de seu Maciel, é o oposto do Santa rosa com o seu vasto mundo rural e que o mundo não se resume somente ao Santa Rosa, assim como que seu avô, objeto de admiração não é tão grande como parece. Ele aprende com a morte do pai e do colega Aurélio e além disso, são comentadas mudanças físicas comuns, como o crescimento.
O internato foi para ele um castigo brutal, uma insupórtavel prisão. A sua dignidade de neto de senhor de engenho lhe dava vantagens, privilégios. E começa a surgir nele a consciência social, a descoberta das diferenças de  classe. O colégio "era o último recurso para meninos sem jeito".